# Gymnasium Immensee
Das Gymnasium Immensee ist eine private, im Kanton Schwyz gelegene koedukative Mittelschule mit angeschlossenen Internat. Es hat seinen Ursprung in der Apostolischen Schule Bethlehem, die von Pierre-Marie Barral 1895 gegründet wurde und 1896 ihren Sitz nach Immensee verlegte. Heute ist das «Gymi», wie es im Bezirk Küssnacht genannt wird, eine private Maturitätsschule, die sich an einer humanistischen Grundhaltung und an einem aufgeklärten, christlichen Menschenbild orientiert.

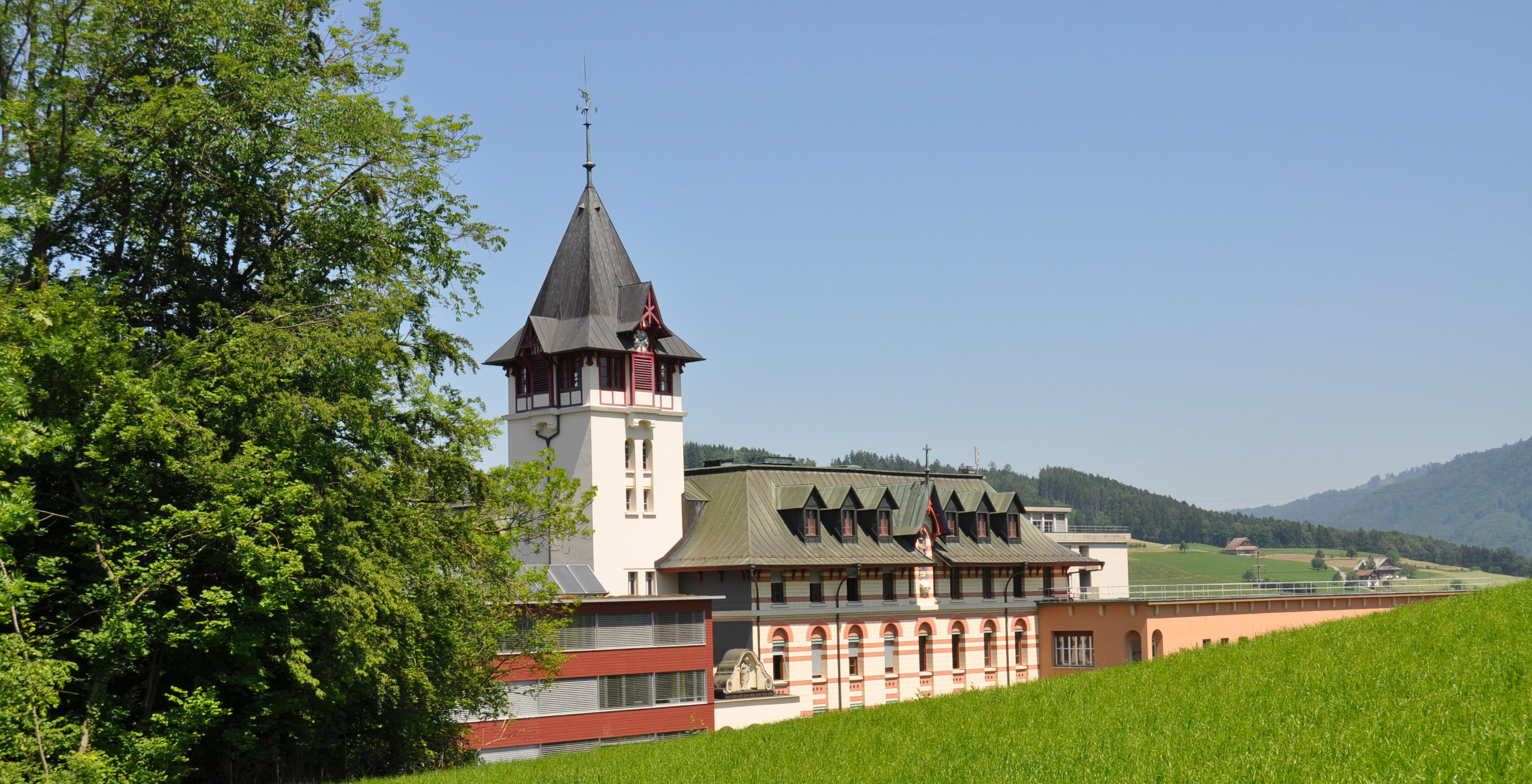
Gymnasium Immensee mit Turm

## Geschichte
Ursprünglich sollte das Internat mittellosen Jungen aus katholischen Familien ermöglichen, sich auf die Tätigkeit als Missionar vorzubereiten.
1995 wurde die privatrechtliche Stiftung Gymnasium Immensee gegründet. Diese übernahm später auch die zugehörigen Liegenschaften. Das Gymnasium Immensee wird heute privat geführt.

## Gymnasium
Die Schulleitung besteht aus dem Rektor Benno Planzer, der von drei Prorektoren unterstützt wird. Im Schuljahr 2017/2018 wurden rund 350 Schüler in 16 Klassen von rund 50 Lehrpersonen unterrichtet.
Unterrichtsfächer und Lernangebote sind unter anderem Biologie, Bildnerisches Gestalten, Chemie, Deutsch, Englisch, Französisch, Gesang, Geografie, Geschichte, Hauswirtschaft, Informatik, Italienisch, Klavier, Latein, Mathematik, Musik, Pädagogik, Philosophie, Physik, Psychologie, Spanisch, Sport, Recht, Religion, Theater, Wirtschaft und Kurse für das Cambridge-Diplom und den ICDL-Schein.
Der Einzugsbereich für Schüler sind die Kantone, Aargau, Luzern, Schwyz, Zug und Zürich. Das Gymnasium Immensee führt ein Lang- sowie ein Kurzzeitgymnasium nach Schweizer Maturitäts-Anerkennungsreglement. Die Schule verfügt über das eigene Prüfungsrecht (Hausmatura). 8 Schwerpunkt- und 13 Ergänzungsfächer stehen den Lernenden offen.
Auf der gymnasialen Stufe fast einzigartig ist die Tagesschule: Die Lernenden verbringen ihren Schultag gemeinsam auf dem Schulcampus, profitieren von einer Mensa und haben einen persönlichen Arbeitsplatz. Zusätzlich haben sie die Möglichkeit im Fachstudium von den Lehrpersonen unterstützt zu werden. Über die Mittagszeit können Freifächer besucht werden oder die Turnhalle, die Aussenplätze und der Fitnessraum ermöglichen Sport zu treiben.

## Schulreform
Seit 1985 fanden am Gymnasium Immensee verschiedene Reformschritte statt. So bilden heute Langlektionen, die 70 Minuten dauern und Epochenunterricht die Unterrichtsstrukturen. Einzig die Fremdsprachen werden nicht in Epochen unterrichtet. Eine Spezialität des Gymnasiums Immensee war die Einführung des SOL (Selbstorganisierten Lernens). Dieses Lerngefäss wird mittlerweile von zahlreichen Gymnasien angewendet.

## Internat
Im Internat leben zurzeit rund 60 Schüler, die im «Barralhaus» und im Gebäude des Obergymnasiums ihre Zimmer haben.